# Diocèse de Linhai
Le diocèse de Linhai est un siège de l'Église catholique en Chine, suffragant de l'archidiocèse de Hangzhou. Le siège est aujourd'hui vacant.

## Territoire
Le territoire du diocèse comprend une partie de la province du Zhejiang. Son siège épiscopal se trouve à Linhai qui fait partie de la ville-préfecture de Taizhou (Taichow), où se trouve la cathédrale Saint-Joseph.
Un pèlerinage marial diocésain se trouve à Jiaojiang.

## Histoire
La région est évangélisée depuis le milieu du XIXe siècle par les lazaristes français. Le 10 août 1926, le Saint-Siège érige, par la bulle Supremi apostolatus de Pie XI, le vicariat apostolique de Taichow ou Taitchéou, recevant son territoire du vicariat apostolique de Ning Po, aujourd'hui diocèse. Mgr Joseph Hu Jo-shan (Ruoshan) en est le premier évêque. Il fait partie des premiers évêques chinois consacrés par Pie XI à Rome le 28 octobre 1926.
Le 11 avril 1946, Pie XII élève le vicariat apostolique au statut de diocèse par la bulle Quotidie Nos.
Après la mort de l'évêque, aucun successeur n'est nommé, ni par les autorités communistes, ni par le Saint-Siège, jusqu'à la consécration en 2010 d'Antoine Xu Jiwei qui était administrateur apostolique depuis 1999. Il meurt en septembre 2016.
Le diocèse est communément appelé diocèse de Taizhou.

## Ordinaires
- Joseph Hu Jo-shan C.M., 28 juillet 1926-30 août 1962
- Sede vacante
- Antoine Xu Jiwei, 10 juillet 2010-25 septembre 2016
- Sede vacante

## Statistiques
Selon l'agence Fides, le diocèse comptait en 2010 environ 6 000 fidèles avec une quinzaine de prêtres et près de 25 églises ou lieux de culte divers. 